# Octopus tehuelchus
Octopus tehuelchus är en bläckfiskart som beskrevs av D'Orbigny 1834 in 1834-1847. Octopus tehuelchus ingår i släktet Octopus och familjen Octopodidae. Inga underarter finns listade i Catalogue of Life.